# Ньютонівська рідина

Розподіл швидкості у пристінних шарах ньютонівських рідин

Рідина́ ньюто́нівська (рос. жидкость ньютоновская; англ. Newtonian (normal) fluid; нім. Newtonsche Flüssigkeit f) – модель рідини, що являє собою суцільне рідке тіло, для якого дотичні напруження внутрішнього тертя {\displaystyle \tau }, спричиненого відносним проковзуванням (зсувом) шарів рідини прямо пропорційні першому степеню градієнта швидкості у напрямі, перпендикулярному до напрямку проковзування: 
{\displaystyle \tau =\mu {\frac {du}{dx}}},
де: {\displaystyle \tau } — дотичне напруження внутрішнього тертя, що виникає в рідині, [Па];
{\displaystyle \mu } — коефіцієнт пропорційності або динамічний коефіцієнт в'язкості, [Па·с];
{\displaystyle {\frac {du}{dx}}} — градієнт швидкості у напрямі, перпендикулярному до напряму зсуву, [с−1].
У загальному випадку у векторному записі: диференціал вектора сили тертя дорівнює добутку коефіцієнта в'язкості та векторного добутку диференціалу вектора площі дотичних шарів рідини і ротора швидкості.
{\displaystyle {d}\mathbf {F} {=}\mu {d}\mathbf {S} \times \mathrm {rot} \mathbf {u} }
Іншими словами, це означає, що рідина зберігає описану властивість в'язкості незалежно від сил, що діють на неї та швидкостей плину. Наприклад, вода є ньютонівською рідиною, на відміну від неньютонівських рідин, в'язкість яких залежить від швидкості плину а перемішування може призвести до порушення суцільності.
Для ньютонівської рідини в'язкість залежить лише від температури і тиску (а також від хімічного складу) і не залежить від сил, що діють на неї.
Якщо рідину вважати нестискуваною і в'язкість — стала по усьому об'єму рідини, то рівнянням, що описує дотичне напруження в прямокутній системі координат у тензорному записі, буде:
{\displaystyle \tau _{ij}=\mu \left({\frac {\partial u_{i}}{\partial x_{j}}}+{\frac {\partial u_{j}}{\partial x_{i}}}\right)}
де, згідно з прийнятими позначеннями тензора,
{\displaystyle \tau _{ij}} — дотичне напруження на {\displaystyle i}-ій грані елемента рідини в {\displaystyle j}-ому напрямку;
{\displaystyle u_{i},u_{j}} — швидкість в {\displaystyle i}-ому та {\displaystyle j}-ому напрямках;
{\displaystyle x_{i},x_{j}} — {\displaystyle i}-а та {\displaystyle j}-а координати напрямків.
Якщо рідини не описуються наведеними рівняннями, то їх називають неньютонівськими рідинами, до яких відносяться, наприклад, розчини та розплави полімерів, низка твердих суспензій та більшість рідин великої в'язкості.